# Reformierte Kirche Malans

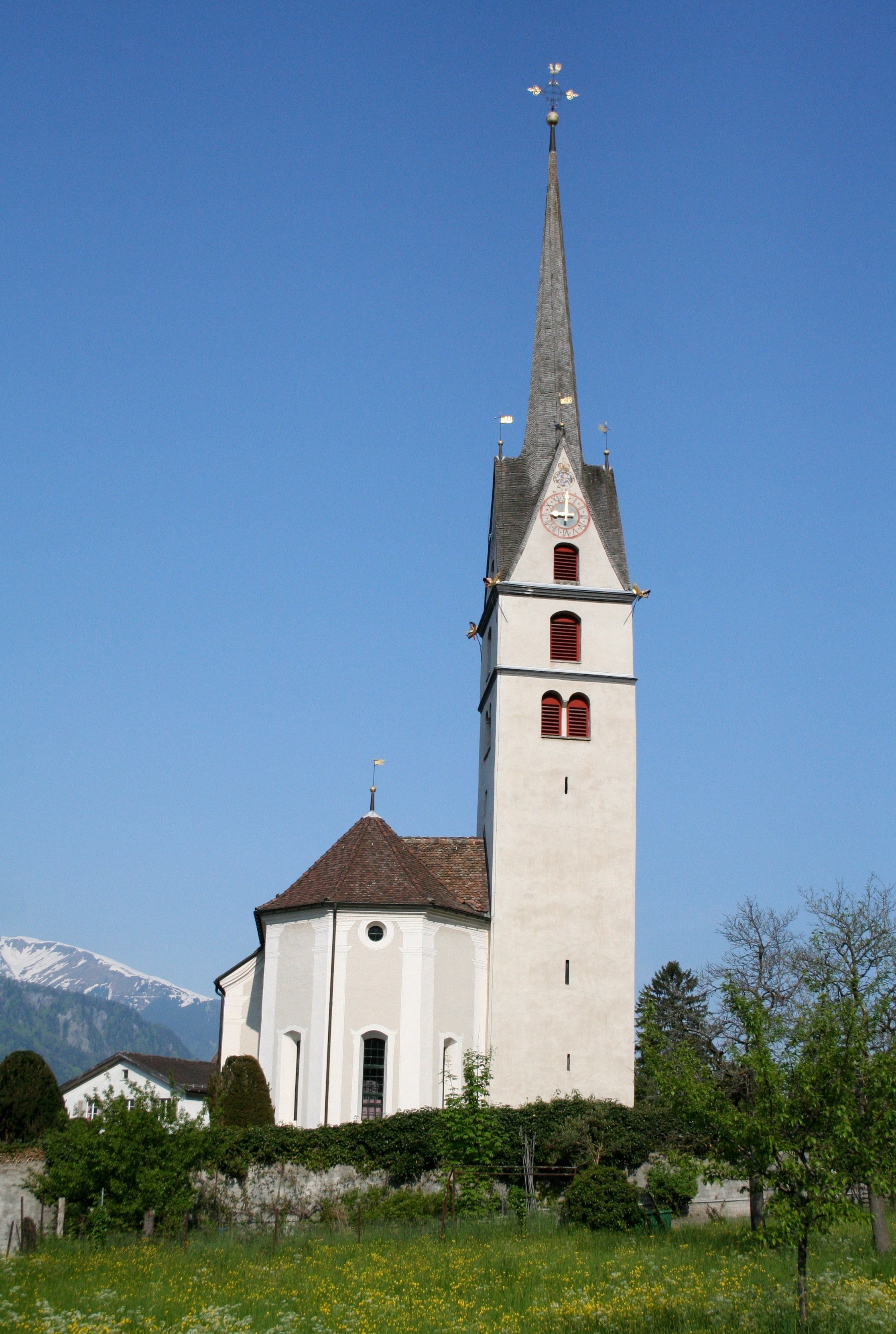
Reformierte Kirche Malans

Die reformierte Kirche in Malans ist ein geschichtsträchtiges reformiertes Gotteshaus, das ersturkundlich im 12. Jahrhundert erwähnt wird und unter dem Denkmalschutz des Kantons Graubünden steht.

## Geschichte und Ausstattung
Der heutige Bau, der auf vier Vorgängern aufbaut, datiert auf das Jahr 1469.
1526 schloss sich Malans unter Pfarrer Ulrich Bolt aus Fläsch als eine der ersten Bündner Gemeinden der Reformation an.
In den Bündner Wirren musste die Kirche während vieler Jahre aufgrund von Diebstahl und Zerstörung ohne Glocken auskommen. Das heutige Geläut, das fünf Glocken umfasst, wurde 1961 eingeweiht.
Die mechanische Orgel stammt aus dem Jahr 1981.
Auffällig an der Vorhalle der Kirche sind sechs Epitaphe bedeutender Familien, der Planta und Salis.

## Kirchliche Organisation
Die Malanser Kirche ist im Besitz der reformierten Kirchgemeinde Malans, welche zur Evangelisch-reformierten Landeskirche Graubünden gehört.

## Galerie

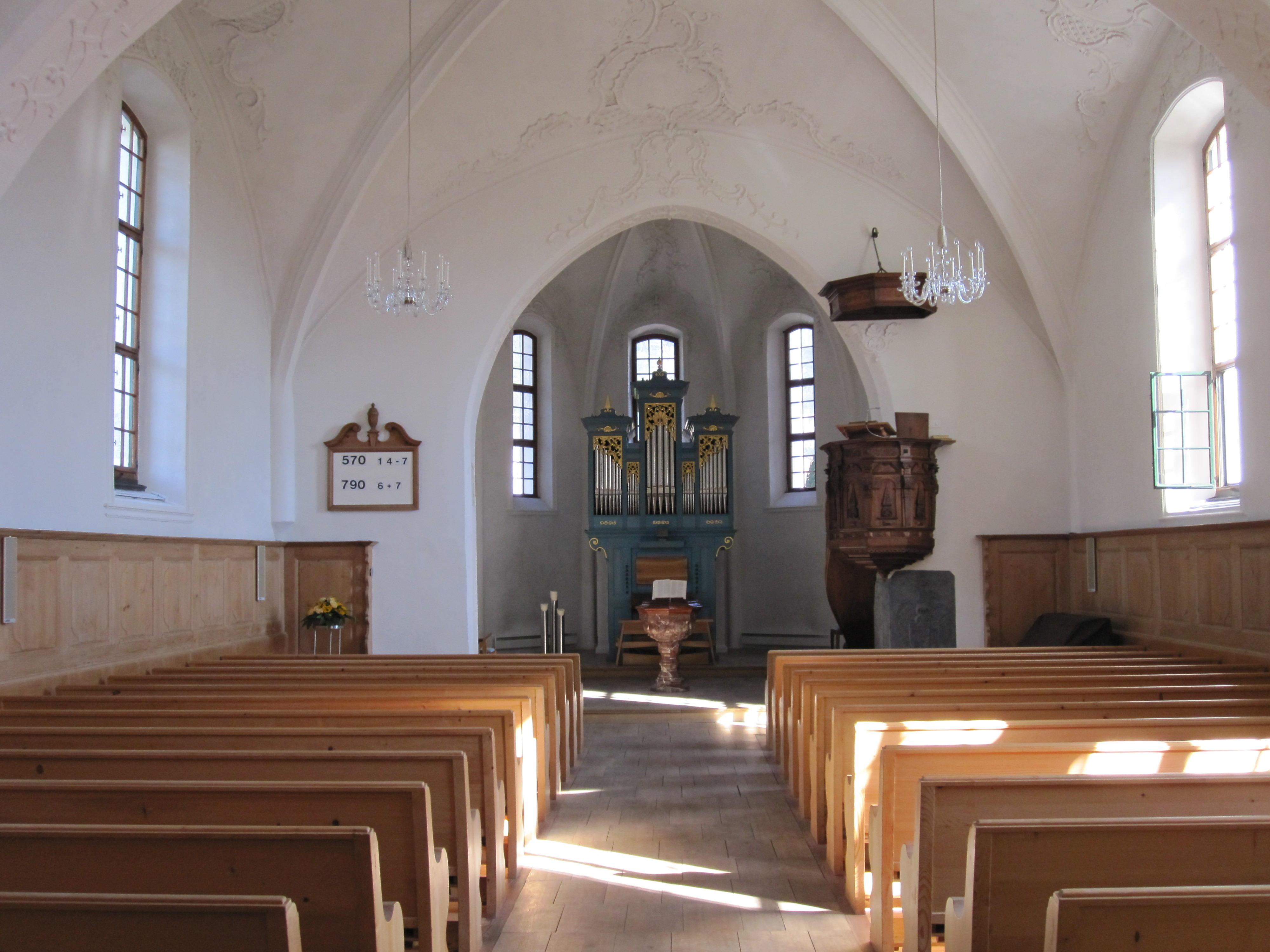
Innenansicht
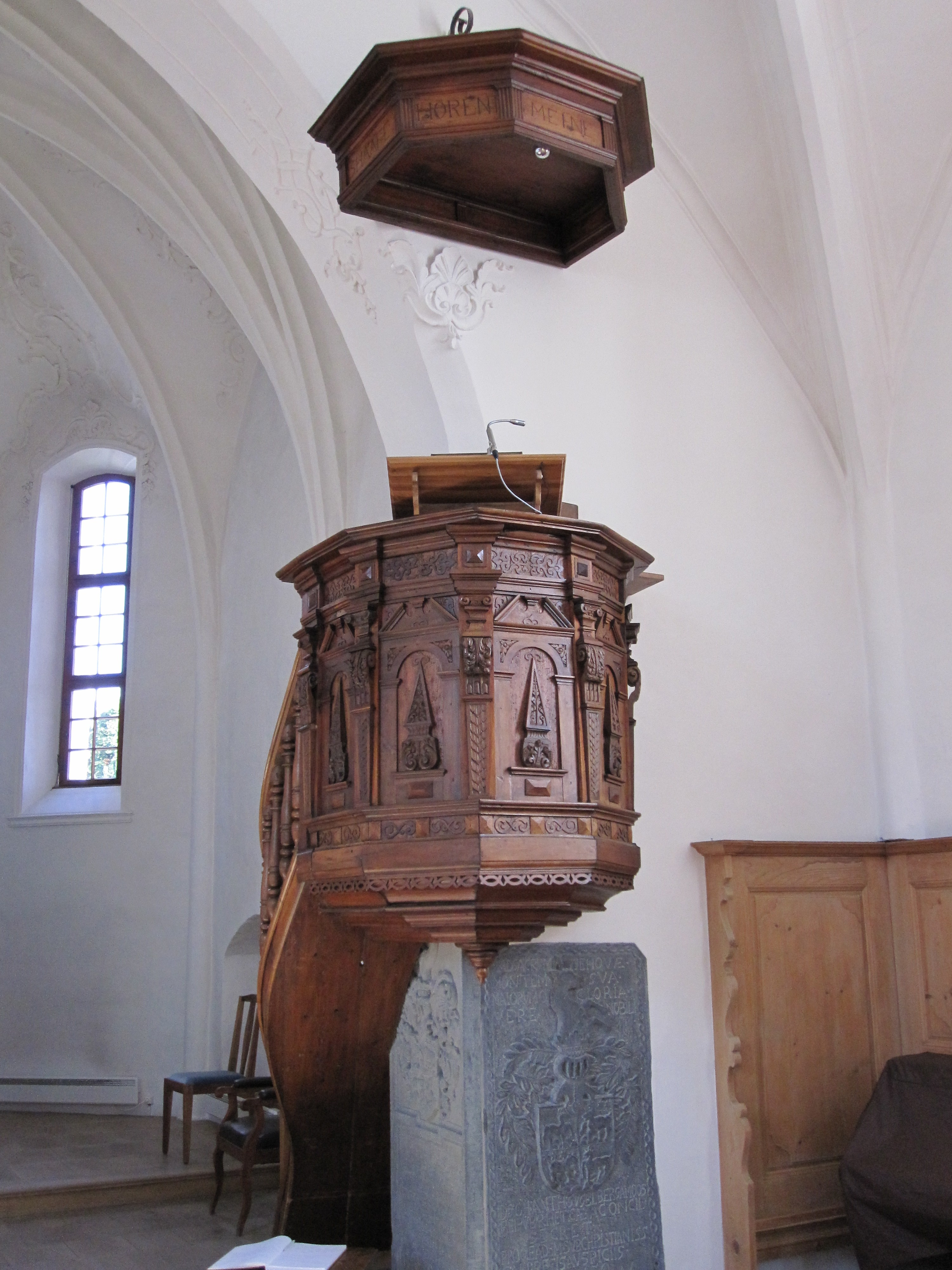
Kanzel
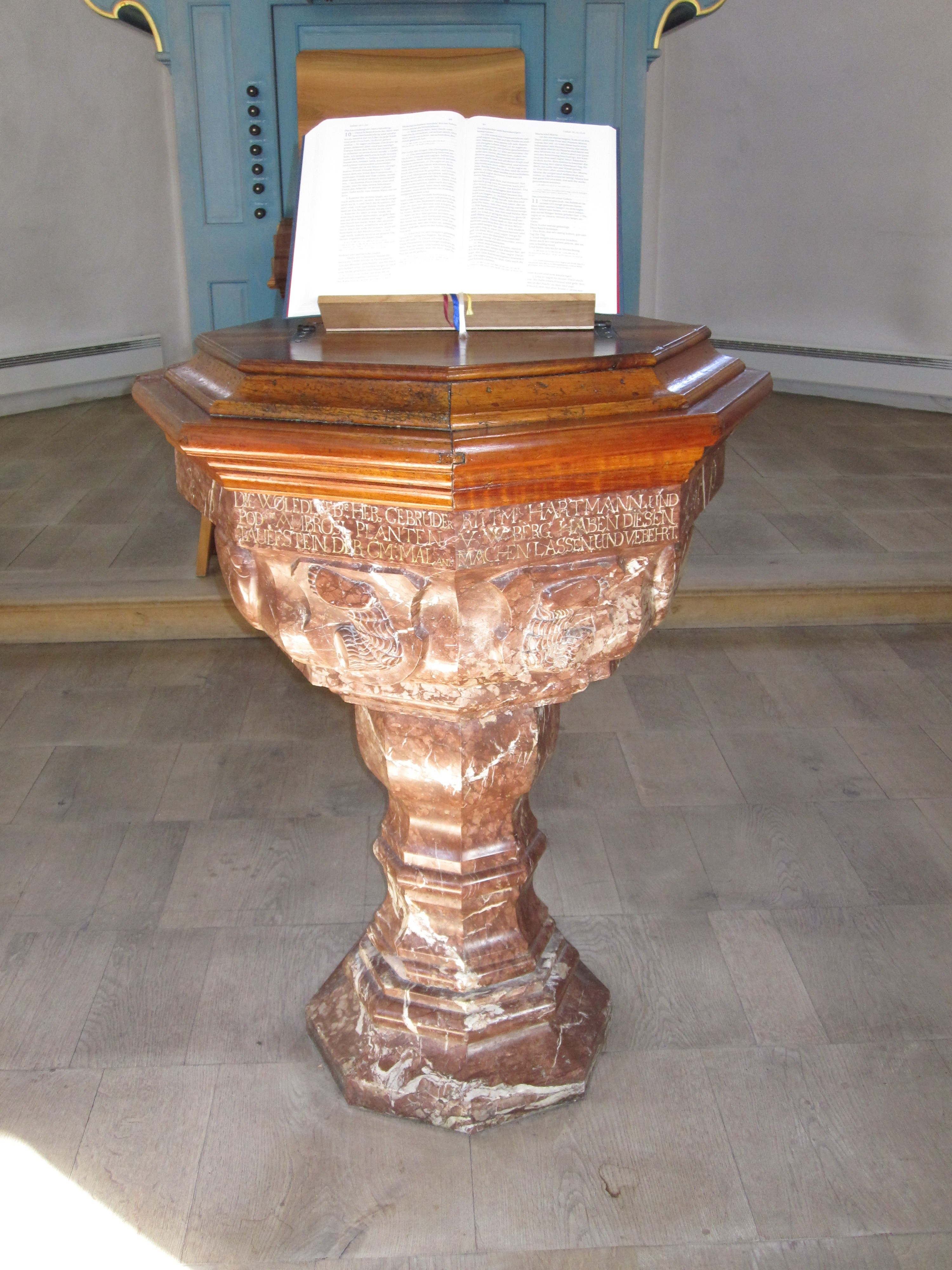
Taufstein
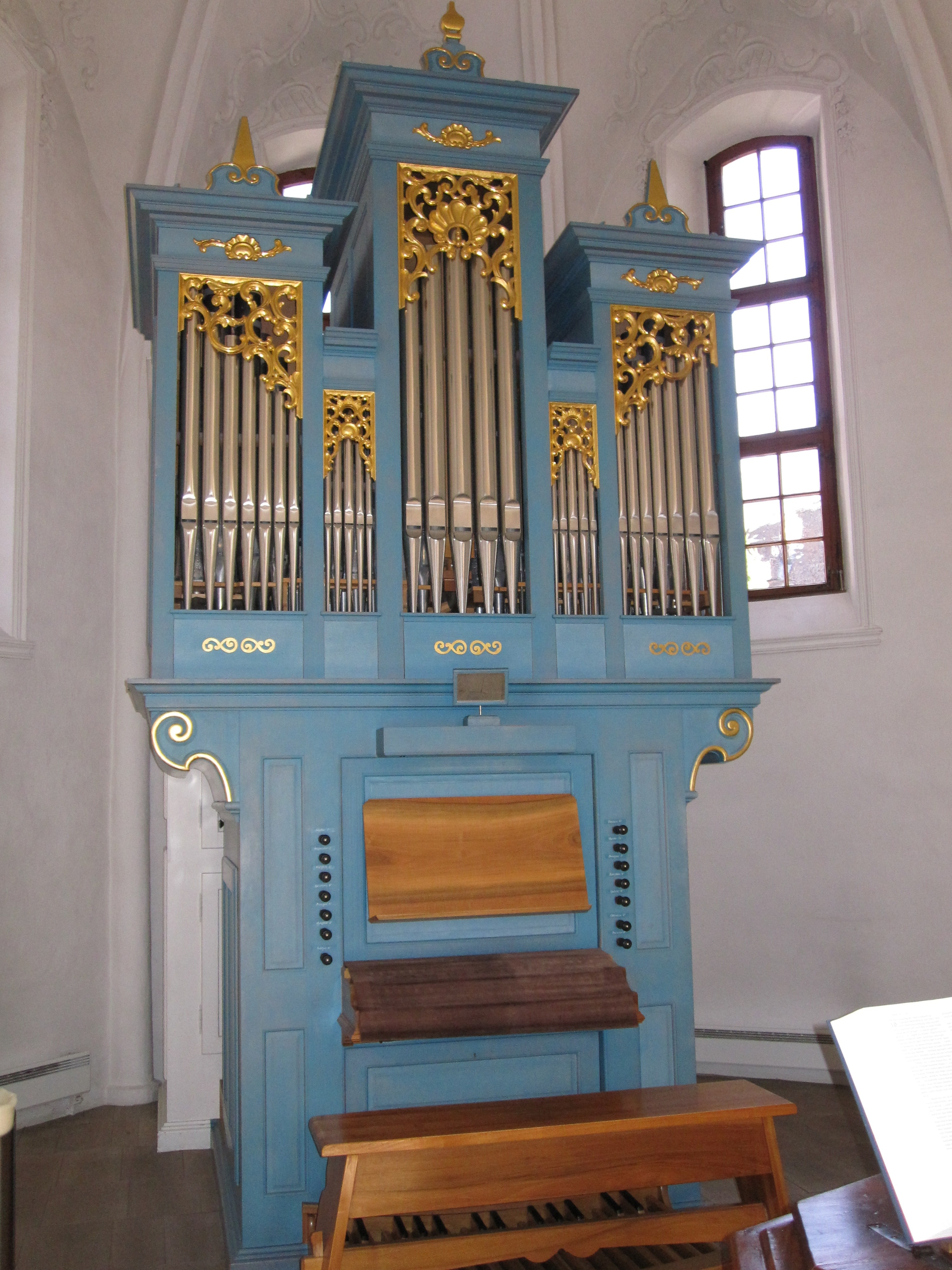
Orgel
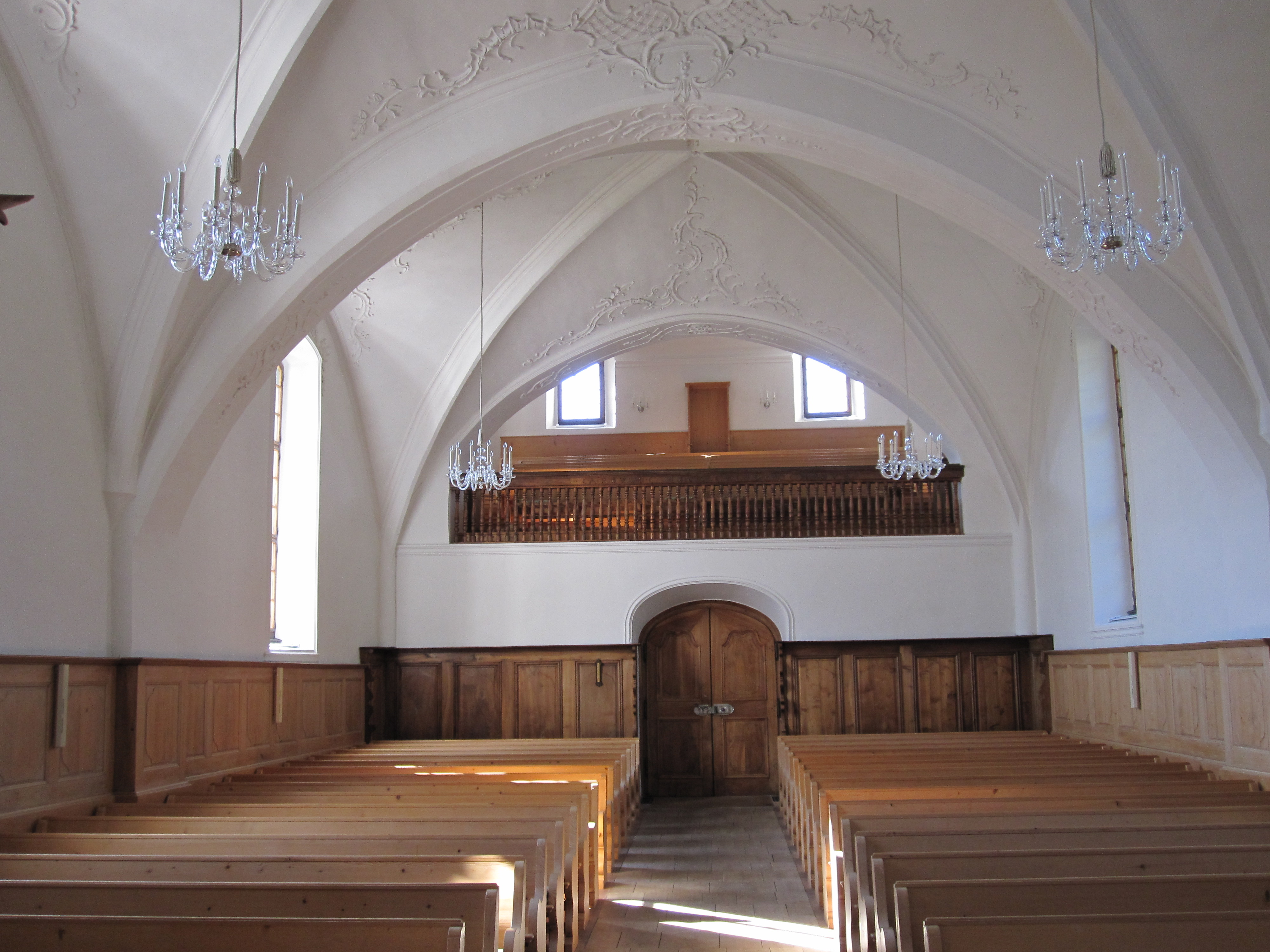
Blick aus dem Chor in das Schiff
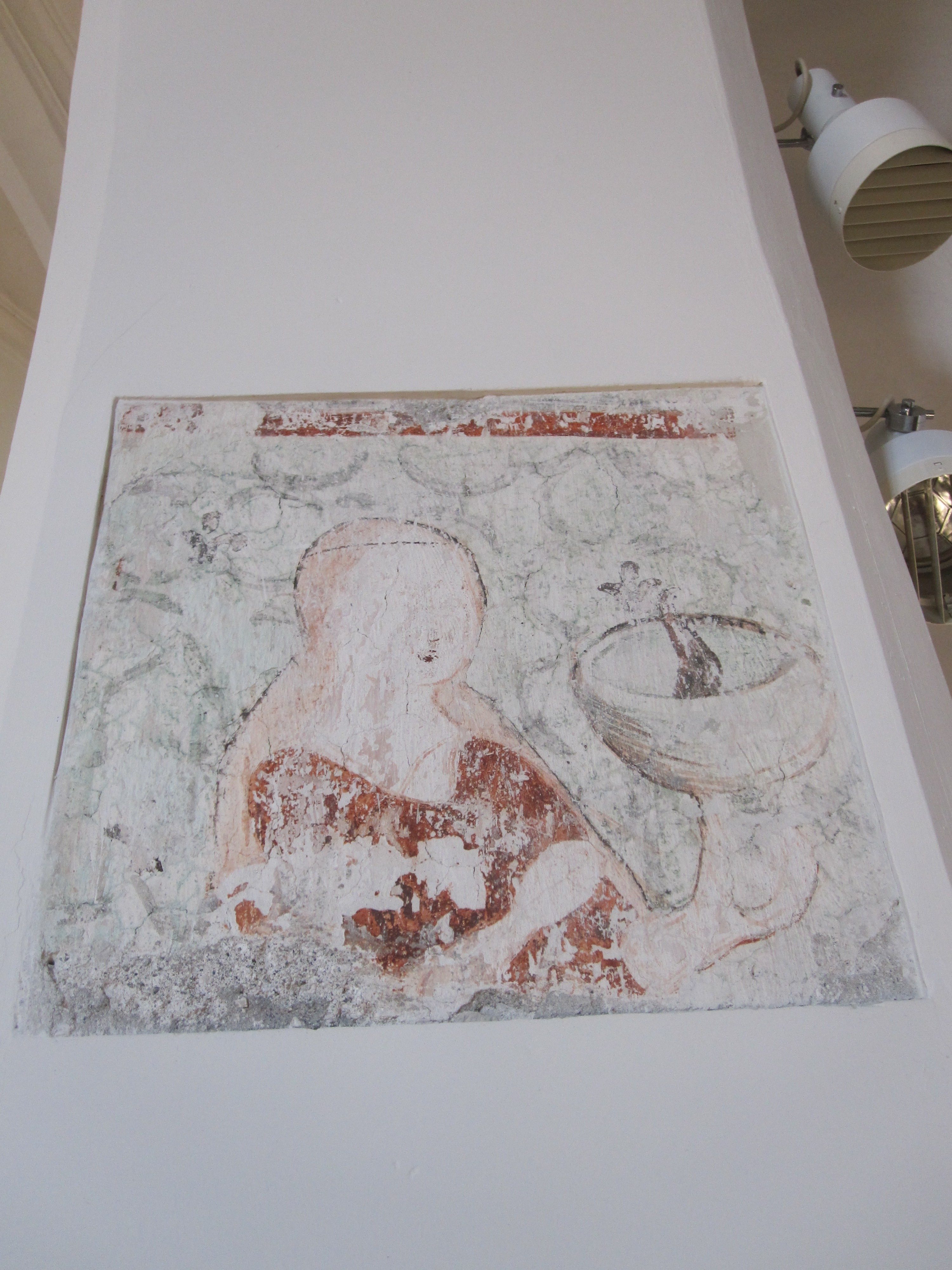
Wandgemälde auf dem Bogen zum Chor
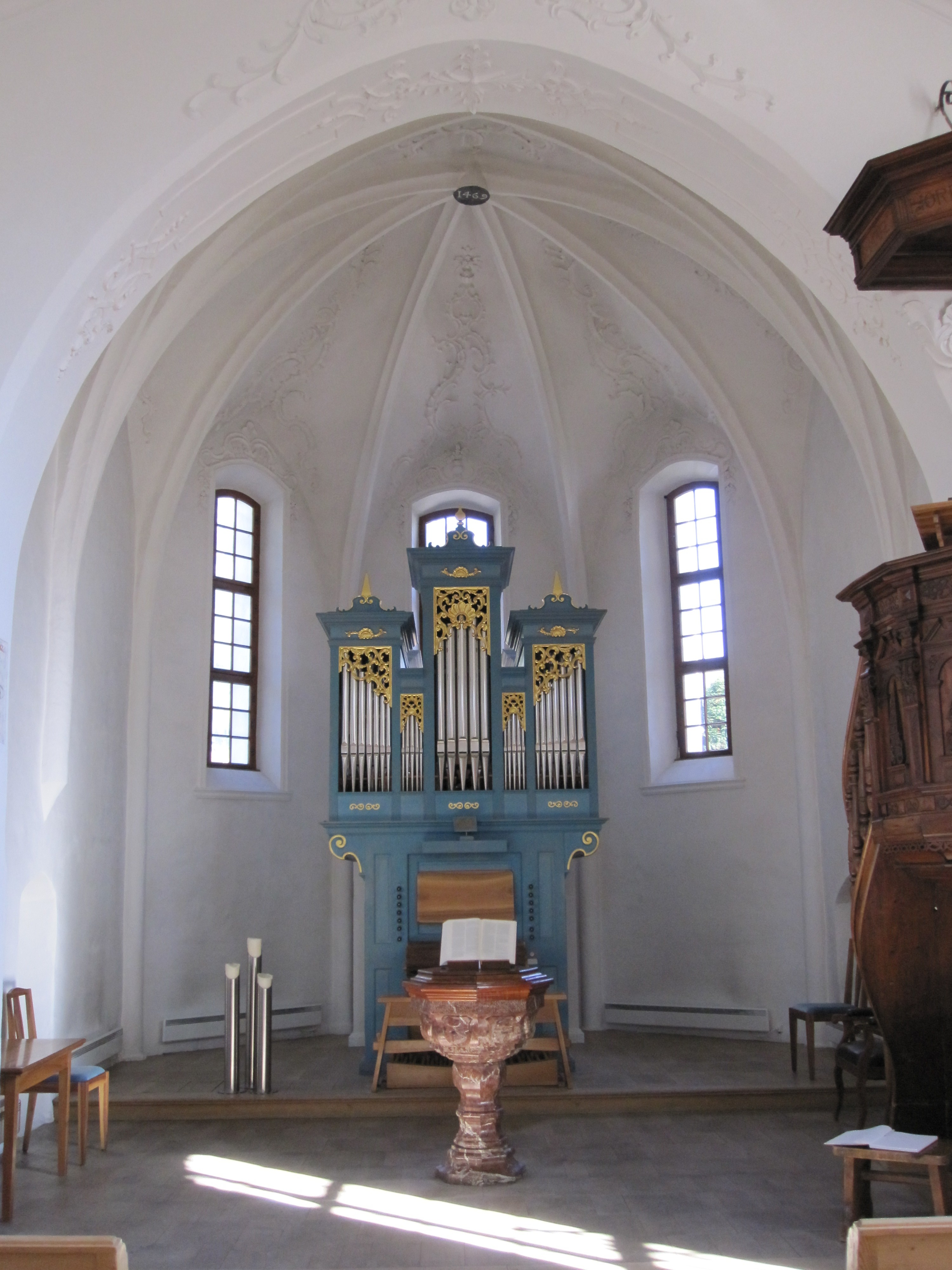
Chorraum
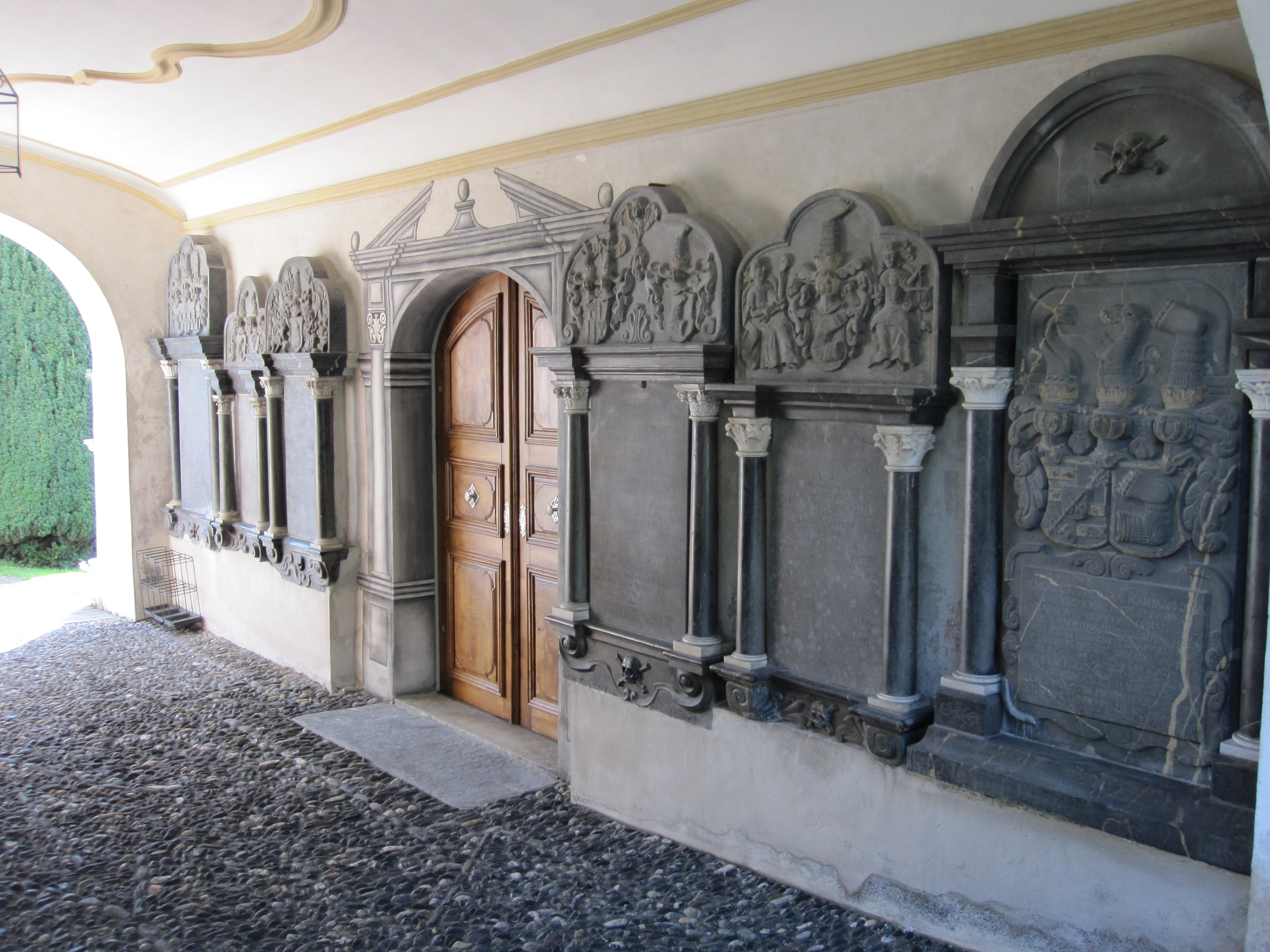
Vorhalle mit Epitaphen